# Mojave (rivière)
La rivière Mojave se situe dans le désert des Mojaves, en Californie (États-Unis).

## Géographie
Elle prend sa source en deux points distincts des montagnes de San Bernardino. La branche Ouest part de Silverwood Lake (West Fork Mojave River) alors que la branche Est part de Deep Creek. Une fois unifiée, elle s’écoule sous terre en beaucoup d’endroits (villes de Hesperia, Victorville, et Barstow), finissant son trajet dans le Mojave River Wash. En cas de pluies importantes, elle atteint le lac Soda.